# Pedro Barral
Pedro Barral (Morón, Buenos Aires, 20 de octubre de 1994) es un baloncestista argentino que juega en el Obras Basket de la Liga Nacional de Básquet. Con 1,87 metros de altura, juega en la posición de base.

## Trayectoria
Barral tuvo sus inicios en el club AFALP el cual dejó a los 14 años para ser reclutado a las inferiores de Obras Basket, club en el desarrolló gran parte de su trayectoria en la primera división argentina (2011-20). Pedro se convirtió en el jugador que más veces vistió la camiseta del equipo, con 349 partidos, e integró el plantel que ganó la Liga Sudamericana 2011.
En la temporada 2019-20, Barral jugó 25 partidos en los cuales promedió 30.4 minutos, 17.6 puntos, 3.9 rebotes y 5.6 asistencias.
En verano de 2020 abandona el club argentino y firma por el ALM Évreux Basket de la PRO B francesa, siendo su primera experiencia europea.
El 29 de enero de 2021, firma por el conjunto gerundense del Bàsquet Girona de Liga LEB Oro, para cubrir la baja de Álex Llorca.
El 17 de agosto de 2021, firma por el Saint-Quentin Basket-Ball de la Campeonato de Francia de Baloncesto Pro B, la segunda división francesa. Tras sólo dos partidos oficiales -en los que promedió 11 puntos, 2.5 rebotes y 5.5 asistencias- fue cortado del equipo. En consecuencia retornó a Obras Basket para disputar la temporada 2021-22. 

## Selección nacional
El jugador ha sido internacional con las categorías sub-18 y sub-19 y debutó con la absoluta en febrero de 2020.
Formó parte del plantel que obtuvo la medalla de oro en el torneo de baloncesto masculino de los Juegos Panamericanos de 2023.